# フタラヤ・レーチカ駅
フタラヤ・レーチカ駅 (フタラヤ・レーチカえき、ロシア語:Станция Вторая Речка) は、ロシア沿海地方ウラジオストクソヴェツキー地区にある、ロシア鉄道の駅。シベリア鉄道上の駅で、エレクトリーチカ（近郊列車）とアエロエクスプレスが停車する。

## 歴史
- 1893年 - 開業[1]。
- 1962年 - 電化[2]。
- 2012年7月 - アエロエクスプレス運行開始。停車駅となる。

## 駅構造
島式ホーム1面2線の地上駅。
駅舎は近代的な3階建て構造で、1階に切符売り場と荷物検査場、3階にトイレと改札口が設けられている。改札口を抜けると、跨線橋によってホームと結ばれている。駅舎内のみエスカレーター、駅舎・跨線橋共にエレベーターを完備。

### のりば
| ホーム | 列車                                 | 行先                                                               | 備考 |
| ------ | ------------------------------------ | ------------------------------------------------------------------ | ---- |
| 1      | アエロエクスプレス                   | クネヴィッチ(ウラジオストック空港)方面                             |      |
| 1      | エレクトリーチカ（近郊列車）         | ウスリースク・スパッスク＝ダリニー・ルジノ・チハオケアンスカヤ方面 |      |
| 2      | アエロエクスプレス・エレクトリーチカ | ウラジオストク方面                                                 |      |

## 駅周辺

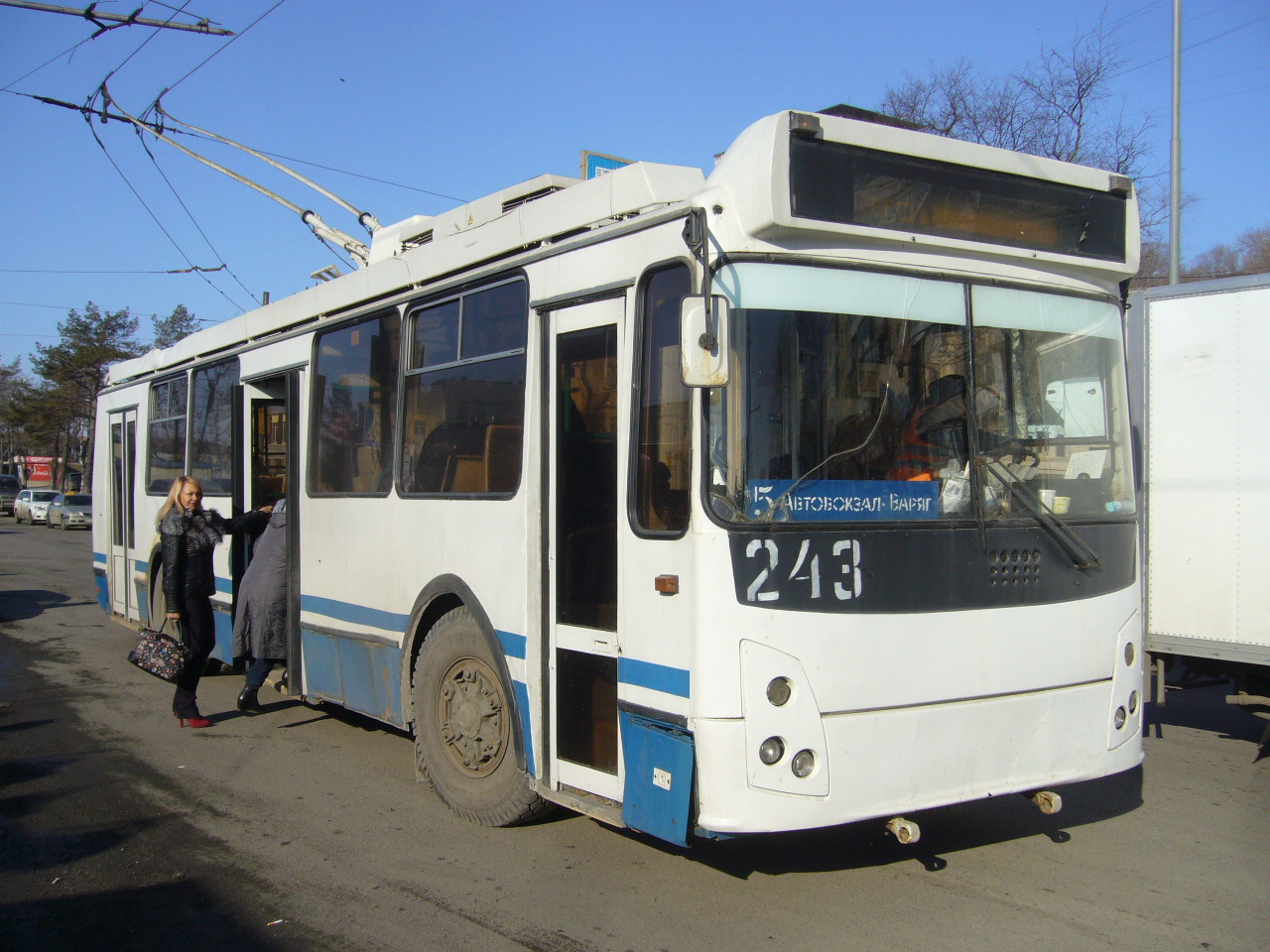
トロリーバス（フタラヤ・レーチカ駅付近）

ウラジオストク市街地の北西部に位置している。市内バス及びトロリーバスの乗り場が駅を出て左側のルースカヤ通り沿いにある。市内バスはウラジオストク駅近くの中央広場行きが多く運行されている。またこの通り沿いの更に先にはショッピングセンターがある。
アエロエクスプレス利用で目的地もしくは出発地が市街地北部の場合はウラジオストク駅ではなくフタラヤ・レーチカ駅を利用する方法もある。
- バスターミナル - 近郊都市間バス及び長距離バスが発着している。駅正面に入り口がある。
- 市場 - 雑貨品を中心に店が集まっている。駅を出てすぐ左側の道路沿い。
- アクフェス西洋 - ホテル。駅南東徒歩約10分のところにある。
- Primoravtotrans - ホテル。
- パーク・ファンタジア（Парк Фантазия） - 遊園地。

## 隣の駅
ロシア鉄道
シベリア鉄道
アエロエクスプレス
ウゴリナヤ駅 - フタラヤ・レーチカ駅 - ウラジオストク駅
エレクトリーチカ（各駅停車）
チャイカ駅 - フタラヤ・レーチカ駅 - モルゴロドク駅